# 西兰足球代表队
西兰足球代表队是西兰公国的足球代表隊，不属于国际足球联合会及歐洲足球協會聯盟成員。曾与奧蘭群島足球代表隊及奧爾德尼島足球代表隊比赛。